# Палестіно
Спортивний клуб «Палестіно» (ісп. Club Deportivo Palestino) — чилійський футбольний клуб зі столиці країни Сантьяго, який виступає у вищому дивізіоні Чилі. Клуб був заснований 20 серпня 1920 року іммігрантами з Палестини. З 1988 року домашні матчі проводить на стадіоні «Мунісіпаль де ла Сістерна» місткістю 12 тис. глядачів.
За довгу історію «Палестіно» двічі ставав чемпіоном Чилі і тричі володарем Кубка країни.

## Історія
Клуб був утворений 20 серпня 1920 року. Його засновниками стали іммігранти з Палестини, в честь якої і було дано назву команди (в формі іспанського прикметника — Палестинський Спортивний Клуб). З отриманнями професіонального статусу, в 1952 році клуб був включений в другий дивізіон Чилі і відразу його виграв.
У 1955 клуб виграв свій перший чемпіонський титул в Прімері, капітаном і лідером команди став аргентинець Гільєрмо Коль. Середина 1950-х років в історії «Палестіно» відома як ера клубу «Мільйонера», оскільки фінансове становище команди дозволяло їй скуповувати найкращих футболістів в Чилі.
У 1978 році команда вдруге стала чемпіоном країни. Її лідером і капітаном був один з найкращих захисників в історії світового футболу, лідер Еліас Фігероа. Клуб також виграв і Кубок Чилі, оформивши золотий дубль.

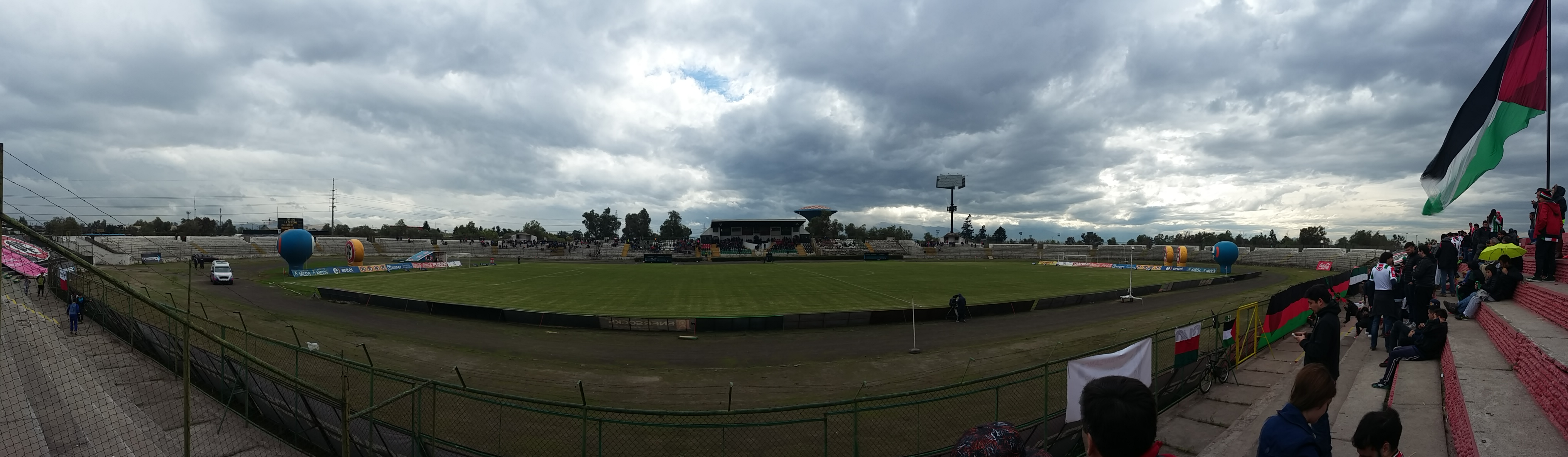
Мунісіпаль де ла Сістерна

У 2018 році після тривалої перерви команда виграла свій третій у історії Кубок Чилі, здолавши у фіналі «Аудакс Італьяно».

## Досягнення
Прімера Дивізіон:
- Чемпіон (2): 1955, 1978
- Віце-чемпіон (4): 1953, 1974, 1986, Кл. 2008

Кубок Чилі:
- Володар (3): 1975, 1977, 2018
- Фіналіст (2): 1985, 2014–15